# Уэбстер, Мартелл
Мартелл Уэбстер (англ. Martell Webster; родился 4 декабря 1986 года в Эдмондсе, штат Вашингтон) — американский профессиональный баскетболист, в последнее время выступавший за команду Национальной баскетбольной ассоциации «Вашингтон Уизардс». Был выбран под 6-м номером на драфте НБА 2005 командой «Портленд Трэйл Блэйзерс». Является двоюродным братом игрока «Хьюстон Рокетс» Джейсона Терри.

## Профессиональная карьера
Уэбстер был выбран «Портлендом» под 6-м номером на драфте 2005, после того как «Блэйзерс» обменяли свой третий пик в «Юту Джаз» за несколько часов до драфта. Уэбстер является одним из последних игроков, выбранных на драфте сразу после школы. В январе 2006 года Уэбстер был отправлен в D-League и стал самым высокозадрафтованным игроком в истории НБА, отправленным в низшую лигу. Позднее это «достижение» улучшил выбранный под 2-м номером на драфте НБА 2009 центровой Хашим Табит.
5 января 2008 Уэбстер набрал лучшие для себя 26 очков в матче против «Юты», причем 24 из них были набраны игроком в третьей четверти. 5 октября 2008 игрок подписал новое 20-миллионное соглашение сроком на четыре года.
23 января 2010 года Уэбстер набрал рекордные в карьере 28 очков в победном матче против «Детройт Пистонс», реализовав 6 трёхочковых бросков. 24 июня 2010 игрока отправили в «Миннесоту» в обмен на Райана Гомеса и Люка Бэббитта.
13 июля 2012 года «Миннесота» расторгла контракт с игроком, и он стал свободным агентом.
29 августа 2012 года он подписал однолетний контракт с «Вашингтон Уизардс» на сумму 1,6 млн $. 16 марта 2013 года Уэбстер набрал рекордные для себя 34 очка в победном мате против «Финикс Санз».
10 июля 2013 года Уэбсет подписал новый контракт с «Уизардс». В сезоне 2014—2015 Уэбстер пропустил первые 30 игр сезона после того, как он перенес операцию в июне 2014 года прооперировав грыжу межпозвоночного диска в нижней части спины. Он вернулся на паркет 30 декабря 2014 года в матче против «Даллас Маверикс».
В сезоне 2015—2016 Уэбстер не сыграл ни одного матча за «Вашингтон», так как перенёс операцию по восстановлению верхней губы и повреждённого хряща в правом бедре. Он был отчислен из «Вашингтон Уизардс» 30 ноября 2015 года.

## Статистика

### Статистика в НБА
| Сезон                                                                                    | Команда   | Регулярный сезон | Регулярный сезон | Регулярный сезон | Регулярный сезон | Регулярный сезон | Регулярный сезон | Регулярный сезон | Регулярный сезон | Регулярный сезон | Регулярный сезон | Регулярный сезон | Серия плей-офф | Серия плей-офф | Серия плей-офф | Серия плей-офф | Серия плей-офф | Серия плей-офф | Серия плей-офф | Серия плей-офф | Серия плей-офф | Серия плей-офф | Серия плей-офф |
| Сезон                                                                                    | Команда   | GP               | GS               | MPG              | FG%              | 3P%              | FT%              | RPG              | APG              | SPG              | BPG              | PPG              | GP             | GS             | MPG            | FG%            | 3P%            | FT%            | RPG            | APG            | SPG            | BPG            | PPG            |
| ---------------------------------------------------------------------------------------- | --------- | ---------------- | ---------------- | ---------------- | ---------------- | ---------------- | ---------------- | ---------------- | ---------------- | ---------------- | ---------------- | ---------------- | -------------- | -------------- | -------------- | -------------- | -------------- | -------------- | -------------- | -------------- | -------------- | -------------- | -------------- |
| 2005/06                                                                                  | Портленд  | 61               | 18               | 17,5             | 39,9             | 35,7             | 85,9             | 2,1              | 0,6              | 0,3              | 0,2              | 6,6              | Не участвовал  | Не участвовал  | Не участвовал  | Не участвовал  | Не участвовал  | Не участвовал  | Не участвовал  | Не участвовал  | Не участвовал  | Не участвовал  | Не участвовал  |
| 2006/07                                                                                  | Портленд  | 82               | 27               | 21,5             | 39,6             | 36,4             | 70,5             | 2,9              | 0,6              | 0,4              | 0,2              | 7,0              | Не участвовал  | Не участвовал  | Не участвовал  | Не участвовал  | Не участвовал  | Не участвовал  | Не участвовал  | Не участвовал  | Не участвовал  | Не участвовал  | Не участвовал  |
| 2007/08                                                                                  | Портленд  | 75               | 70               | 28,4             | 42,2             | 38,8             | 73,5             | 3,9              | 1,2              | 0,6              | 0,4              | 10,7             | Не участвовал  | Не участвовал  | Не участвовал  | Не участвовал  | Не участвовал  | Не участвовал  | Не участвовал  | Не участвовал  | Не участвовал  | Не участвовал  | Не участвовал  |
| 2008/09                                                                                  | Портленд  | 1                | 0                | 5,3              | 0,0              | 0,0              | -                | 0,0              | 0,0              | 0,0              | 0,0              | 0,0              | Не участвовал  | Не участвовал  | Не участвовал  | Не участвовал  | Не участвовал  | Не участвовал  | Не участвовал  | Не участвовал  | Не участвовал  | Не участвовал  | Не участвовал  |
| 2009/10                                                                                  | Портленд  | 82               | 49               | 24,5             | 40,5             | 37,3             | 81,3             | 3,3              | 0,8              | 0,5              | 0,5              | 9,4              | 6              | 0              | 25,3           | 42,3           | 29,4           | 55,6           | 4,3            | 0,7            | 0,8            | 0,5            | 9,8            |
| 2010/11                                                                                  | Миннесота | 46               | 1                | 23,8             | 44,7             | 41,7             | 77,0             | 3,2              | 1,2              | 0,6              | 0,2              | 9,8              | Не участвовал  | Не участвовал  | Не участвовал  | Не участвовал  | Не участвовал  | Не участвовал  | Не участвовал  | Не участвовал  | Не участвовал  | Не участвовал  | Не участвовал  |
| 2011/12                                                                                  | Миннесота | 47               | 26               | 24,2             | 42,3             | 33,9             | 79,2             | 3,6              | 0,9              | 0,7              | 0,4              | 6,9              | Не участвовал  | Не участвовал  | Не участвовал  | Не участвовал  | Не участвовал  | Не участвовал  | Не участвовал  | Не участвовал  | Не участвовал  | Не участвовал  | Не участвовал  |
| 2012/13                                                                                  | Вашингтон | 76               | 62               | 28,9             | 44,2             | 42,2             | 84,8             | 3,9              | 1,9              | 0,6              | 0,2              | 11,4             | Не участвовал  | Не участвовал  | Не участвовал  | Не участвовал  | Не участвовал  | Не участвовал  | Не участвовал  | Не участвовал  | Не участвовал  | Не участвовал  | Не участвовал  |
| 2013/14                                                                                  | Вашингтон | 78               | 13               | 27,7             | 43,3             | 39,2             | 84,0             | 2,8              | 1,2              | 0,5              | 0,2              | 9,7              | 11             | 0              | 17,8           | 36,6           | 23,1           | 66,7           | 2,3            | 0,5            | 0,4            | 0,5            | 3,8            |
| 2014/15                                                                                  | Вашингтон | 32               | 0                | 11,0             | 26,4             | 23,3             | 75,0             | 1,4              | 0,5              | 0,2              | 0,0              | 3,3              | 1              | 0              | 4,2            | 50,0           | 0,0            | -              | 0,0            | 0,0            | 0,0            | 0,0            | 2,0            |
|                                                                                          | Всего     | 580              | 266              | 24,0             | 41,8             | 38,2             | 79,1             | 3,1              | 1,0              | 0,5              | 0,3              | 8,7              | 18             | 0              | 19,5           | 40,0           | 25,0           | 59,3           | 2,8            | 0,5            | 0,5            | 0,4            | 5,7            |
| Наведите курсор мыши на аббревиатуры в заголовке таблицы, чтобы прочесть их расшифровку. |           |                  |                  |                  |                  |                  |                  |                  |                  |                  |                  |                  |                |                |                |                |                |                |                |                |                |                |                |